# Теодорос Колокотронис
Теодорис Колокотронис (1770-1843) био је грчки политичар, војсковођа и национални јунак у борбама за независност Грчке од Отоманске империје. Потукао је војску Драмали Махмуд паше у битци код Дервенакије. Пре битке одржао је деморалисаним Грцима инспиришући говор, који је завршио речима:„Грци Бог је уз нас.” Написао је историју савремене Грчке.

## Занимљивости
Теодорис Колокотронис је приказан у филму Папафлесас из 1971, у ком је приказан његов говор Грцима као и битка код Дервенакије.